# Lophornis
Lophornis là một chi chim trong họ Chim ruồi.